# Viczay család
A gróf lósi és hédervári  Viczay család régi magyar nemesi család. 1873-ban kihalt.

## Története
E család a Kanizsai családdal és az Ostffy családdal együtt az Osl nemzetségből ered. Nevét a Sopron vármegyei Vicza helységről kapta. Az első ismert tagja lósi Viczay Beled, akit levéltári iratok 1237-től 1291-ig többször említenek. A család fényének megalapozója János, aki feleségül vette báró hédervári Hédervári István és báró galántai Esterházy Erzsébet, az utolsó Hédervári házaspár leányát, Hédervári Katalint. Ezzel örökölte a hédervári uradalmat, s így e község a család állandó lakhelye lett. Ugyanakkor Viczay Jób volt az első, aki a lósi és hédervári előneveket használta. Szintén Jób volt az, aki grófi rangot kapott, mégpedig III. Károly királytól 1723-ban. Unokája, Mihály alapította a később európai hírűvé lett hédervári gyűjteményt.

## Az eddig ismert családfa
Lózsi Vicai Beled, (1237-1291)
- A1 Miklós
  - B1 János, (*1309)
    - C1 Miklós, (*1347)
    - C2 Tamás, Sopron főispánja, (1347-1360)
      - D1 János, (1368-1394)
        - E1 György, (1438-1464); 1.neje: Sitkei Dorottya; 2. neje: Gősfalvy Gős Ilona
          - F1 István, (1451-1457)
            - G1 György, (*1505) neje: Lóránth Márta
              - H1 Apollónia, (*1549); férje: Újszászy György
              - H2 János
                - I1 Veronika férje: Ajkay Imre

            - G2 Ferenc
            - G3 Balázs, neje: Déghy Katalin
              - H2 György, (*1583); 1.neje: Kávássy Margit; 2.neje: Botka Erzsébet
                - I1 József
                - I2 Tamás; neje: Zennyesi Krisztina
                  - J1 Anna, (1611-1633)

                - I3 Sándor (Sandrin); neje: Beregszói Szentgiróth Hagymássy Orsolya;
                  - J1 Ádám, báró (*1645); 1.neje: Telekesi Török Zsuzsanna; 2.neje: Körtvélyessy Katalin
                    - K1 János, (1615-1656); neje: hédervári Hédervári Katalin (+1680)
                      - L1 Ádám, (*1685); neje: Perényi Perényi Erzsébet bárónő
                        - M1 Jób Hédervári Loos Viczay gróf (1701 - 1734; neje: Ebergényi Ebergényi Eszter
                          - N1 Borbála, (1726 - 1731)
                          - N2 László, (+1729)
                          - N3 I. Mihály, (1727 - 1781); neje: Trakostjan Draskovich Terézia grófnő
                            - O1 II. Mihály Hédervári Loos Viczay gróf, (Hédervár, 1756. július 25. - Hédervár, 1831. május 18.); neje: (Kismarton, 1775. június 15.) Gyaraki Grassalkovich Mária Anna grófnő (1760. július 29. - 1815. május 19.)
                              - P1 III. Mihály, (*1777. június 22.); neje: Zichy Margit, vagy Elisabeth Dittmeyer von Russfelden[2] (*1781. március 22.)
                              - P2 II. Ferenc, (1780. július 24. - 1836. május 13.); neje: (1800. szeptember 8.) Vázsonykői és zicsi Zichy Amália grófnő (1782. március 15. - 1819. július 23.)
                                - Q1 Károly, (*1802. május 29.); neje: Khuen-Belasi Mária grófnő (1811. április 2. - 1848)
                                - Q2 Adolf, (*1804. augusztus 12.); neje: Lichnowsky Leocadia grófnő (*1816. május 2.)
                                - Q3 Héder, (1807. augusztus 2. - 1873. december 23.); neje: (1847. július 10.) vázsonykői és zicsi Zichy Alexandra grófnő (1821. november 25. - 1854. október 5.)
                                  - R1 Gyula Károly, (*1854), (fiatalon meghalt)

                                - Q4 Antónia, (1812. február 5. - Altmünster, 1903. április 6.; férje: (1835. március 16.) Galánthay Esterházy Pál (1804–1857) gróf (1804. január 1. - 1857. május 11.)

                              - P3 Karolina, (Hédervár, 1789. október 10. - Nustar, 1839. február 13.); férje: (Hédervár, 1810. június 3.) Khuen-Belasi Anton gróf, Lichtenberg grófja (Bécs, 1784. július 29. - Pozsony, 1823. február 23.)

                            - O2 Julianna, (1752 - 1786); férje: Pötting Vencel gróf

                          - N4 Anna Mária, (Hédervár, 1724. október 19. - Sopron, 1796. szeptember 29.); férje: Sárvár-Felsővidéki Széchenyi Ignác gróf (Sopron, 1712. március 14. - Bécs, 1777. február 24.)
                          - N5 Jozefa, (*Hédervár, 1732. december 23.); férje: Perényi Perényi István báró
                          - N6 Eszter, (+1793); férje: Slavniczai Sándor Antal báró (1728 - 1802)

                        - M2 Antal
                        - M3 Rebeka; férje: nagyapponyi Apponyi Lázár báró (+1739. május 30. után)
                        - M4 Anna; férje: Schlossberg László

                      - L2 Erzsébet; férje: Várkonyi Amade Antal báró
                      - L3 Borbála; férje: Cikulini János
                      - L4 Terézia, apáca

                    - K2 Mária; férje: Csömöthey Pál
                    - K3 Orsolya

                  - J2 Éva, (+Galántha, 1651. július 28.); férje: (1625. augusztus 1.) Galánthai Esterházy Pál (1587–1645) báró (1587. február 1. - 1645. január 17.)
                  - J3 Judit; férje: Szántóházy Zsigmond
                  - J4 Margit

                - I4 Ilona; férje:  Hagymássy Kristóf

              - H3 István; neje: Ladányi Anna
              - H4 Magdolna; férje: Megyery Imre

            - G4 Piroska; férje: Zanchor Bernát
            - G5 Ilona; férje: Hernik Lőrinc

          - F2 Mihály, 
            - G1 Miklós, (*1502)
              - H1 Mihály, (*1549); neje:  Zicsi Zichy Margit
                - I1 Gáspár

              - H2 Gáspár
              - H3 Anna'; 1. férje: Gémes Imre; 2. férje: Kéméndy Lukács
              - H4 Katalin

          - F2 Beled, (*1457)
          - F3 Zsófia, (1453-1457)
          - F4 Margit, (1453-1457)
          - F5 Magdolna, (*1457)

    - C3 Anna, férje: Acsai Berend
- A2 Imre, (*1309)
  - B1 Péter, (*1335)
  - B2 Ilona, (*1335); férje: Ebergőci István
  - B3 ismeretlen lány; férje: Megyes Jakab
- A3 János, (*1309)
  - B1 Péter, (+1355/1358)
    - C1 Jakab Lózsi, (1355-1377)
      - D1 Beled (Imre), (1381-1415); 1.neje: Pinnyei Katalin; 2. neje: Anna (Anics)?
        - E1 János, (1409-1410)
        - E2 János, (*1410)

    - C2 Mihály, (1355-1370)
- A4 Beled, (1309-1349)
  - B1 János, (1349-1355)
    - C1 Osli, (+1355/1366); neje: Egervári Katalin
- A5 László, (*1309)

## Jelentősebb családtagok
- Viczay Ferenc (1780-1836)
- Viczay Héder (1807-1873)
- Viczay Jób (1701-1734)
- Viczay Mihály (1757-1831)